# 국제 말더듬 인식의 날
국제 말더듬 인식의 날(International Stuttering Awareness Day, ISAD)은 매년 10월 22일로서 세계인들에게 말언어 장애가 있는 사람들의 어려움을 알리고 대중적인 관심을 북돋아주기 위해 제정된 날이다. 언어장애인은 미국에서만 3백만 명 이상이 존재한다. 1998년부터 기념일로 공표됐다..
국제 말더듬 인식의 날에는 온라인 회의를 세계적으로 개최하며 언어 장애에 관심 있는 대중에게 연구자들의 연구 실적과 기본적인 정보 제공을 하고 있다.
. 대한민국에서는 한국언어청능치료전문가협회(한국언어치료전문가협회)가 해당 행사를 맞아 워크숍을 열기도 한다.
2007년 센트럴 미시간 대학이 이 날을 매년 10월 22일이 있는 주로 확대 시행할 것을 제안했다.
.

## 참고 문헌
- 유창성장애 : 이승환, 시그마프레스, 2005.